# Haruchika Aoki
Haruchika Aoki, född den 28 mars 1976 i Shubukawa, Japan är en f.d. roadracingförare, världsmästare i 125GP 1995 och 1996.

## Segrar 125GP
| Nummer | Grand Prix | År   |
| ------ | ---------- | ---- |
| 1      | Australien | 1995 |
| 2      | Japan      | 1995 |
| 3      | Spanien    | 1995 |
| 4      | Tyskland   | 1995 |
| 5      | Italien    | 1995 |
| 6      | Frankrike  | 1995 |
| 7      | Europa     | 1995 |
| 8      | Spanien    | 1996 |
| 9      | Brasilien  | 1996 |